# プラグ・アンド・ファイト
プラグ・アンド・ファイト（英語：Plug and fight）は、商用および個人用のコンピュータシステムに適用されるプラグアンドプレイに相当する軍事向けのものである。プラグ・アンド・ファイトとは、中距離拡大防空システム（MEADS）のような特定の大規模軍事システムにおいて、センサー、武器、射撃管制系などをつなぐと、射撃管制系が様々なシステム要素を自動的に認識し最適化して、一つの統合されたスーパーシステムまたはシステムオブシステムズ（複数のシステムから構成されたシステム）になり最大火力を発揮できる能力のことを指す。プラグ・アンド・ファイトのシステムは、進化する脅威や防衛戦略の変化に対応して、システム要素を追加、削除、再配置することで、運用を中断することなく迅速に再構成することができる。このようなモジュラーシステムの構造は、多くの場合、ネット分散型（netted-distributed）と表現される。 
プラグ・アンド・ファイトのシステム要素は、標準化されたインターフェイスを介してオープンな有線または無線通信ネットワークに接続し、特定の戦闘目的を達成するために、そのネットワーク上の他のシステム要素と相互作用する能力を持っている。製品の適用性を最大化し、システム開発者に一般的に受け入れられるため、プラグ・アンド・ファイトの標準化されたインターフェースは、広く認識され、十分に定義され、厳格に管理され、独自仕様でないプロトコルと基準に基づいていなければならない。最近の例としては、イーサネット、IP、TCP、CORBA、およびライセンスなしで自由に配布されて使用できる特定のメッセージ構造が挙げられる。 
2011年11月、MEADSシステムの要素は、現実の航空および代表的なミサイル脅威との模擬交戦を成功させ、プラグ・アンド・ファイト機能を実証した。センサー、射撃装置、戦術作戦司令部（TOC）はネットワーク上のノードとして単に機能するだけで、軍司令官はシステムをシャットダウンすることなく、状況に応じてこれらの要素を動的に追加または削除することができる。 